# Adwalton
Adwalton – wieś w Anglii, w hrabstwie ceremonialnym West Yorkshire, w dystrykcie metropolitalnym Leeds. Leży 10 km na południowy zachód od miasta Leeds i 270 km na północny zachód od Londynu.